# Homoneura adunca
Homoneura adunca är en tvåvingeart som beskrevs av Kim 1994. Homoneura adunca ingår i släktet Homoneura och familjen lövflugor. Inga underarter finns listade i Catalogue of Life.